# Гайяр, Поль Андре
Поль Андре Гайяр (фр. Paul-André Gaillard; 26 апреля 1922, Вейто — 28 апреля 1992, Пюли) — швейцарский музыковед, хоровой дирижёр и композитор.
В отрочестве учился игре на скрипке в Винтертуре у Эрнста Вольтерса, затем в Лозанне у Эдмона Аппиа. В 1942—1944 гг. изучал теологию в Лозаннском университете, однако затем выбрал музыку. До 1947 г. изучал музыковедение в Цюрихском университете, одновременно занимался дирижированием под руководством Самюэля Бо-Бови и Франца фон Хёсслина и скрипкой у Виллема де Бура. В 1948 г. защитил диссертацию, посвящённую французскому композитору и теоретику XVI века Луи Буржуа. В 1951—1952 гг. изучал композицию под руководством Пауля Хиндемита.
В 1950—1969 гг. руководил семинаром по изучению творчества Вагнера при Байройтском фестивале. В 1953—1978 гг. возглавлял смешанный хор в Бюле. В 1956—1987 гг. преподавал историю музыки в Лозаннской консерватории. Одновременно в 1969—1987 гг. хормейстер Большого театра Женевы.
Автор хоровой, вокальной и камерной музыки, в общей сложности около 160 сочинений.